# Thai-Salas Bad Homburg

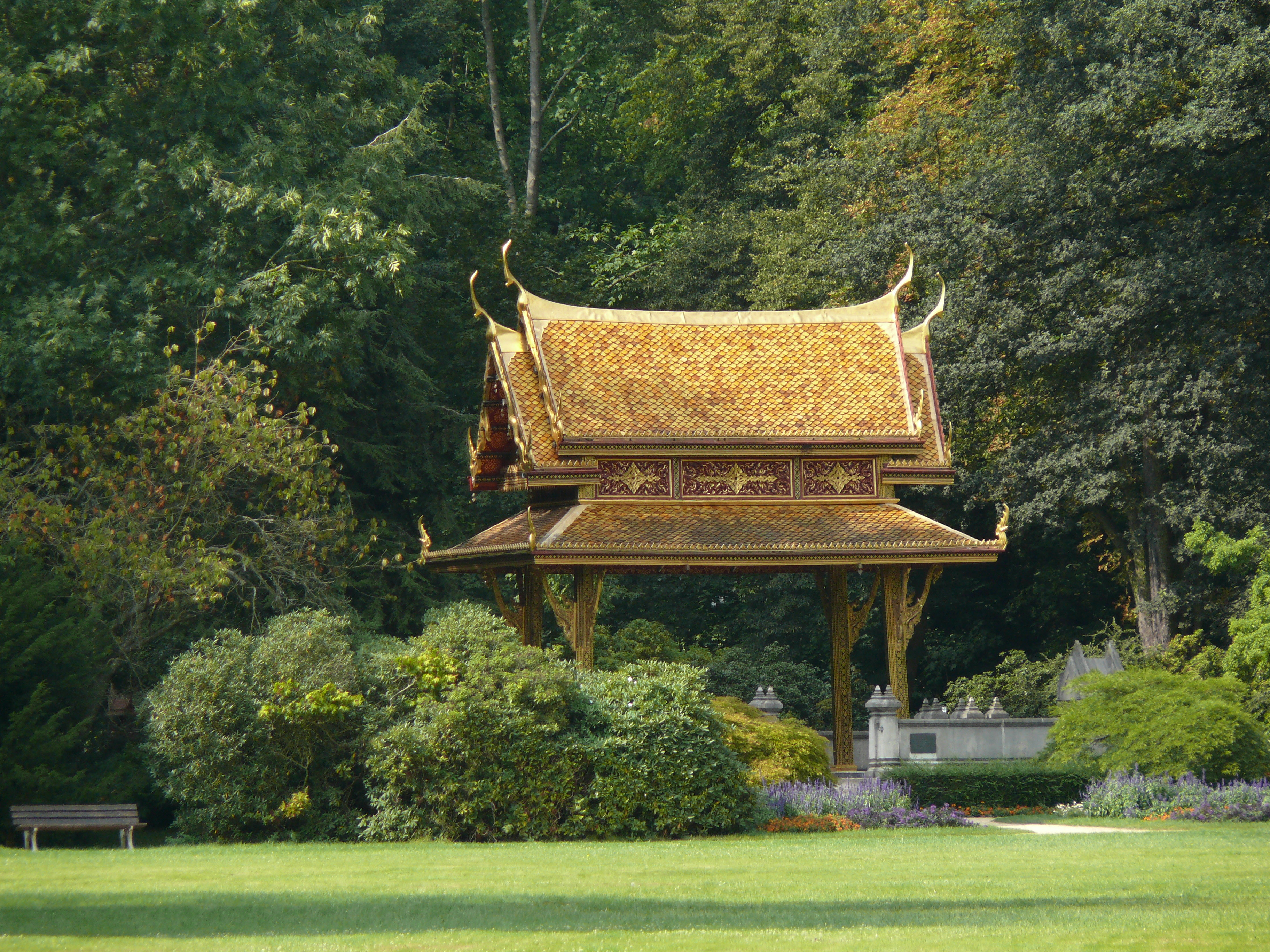
Kurpark Bad Homburg, Sala Thai I

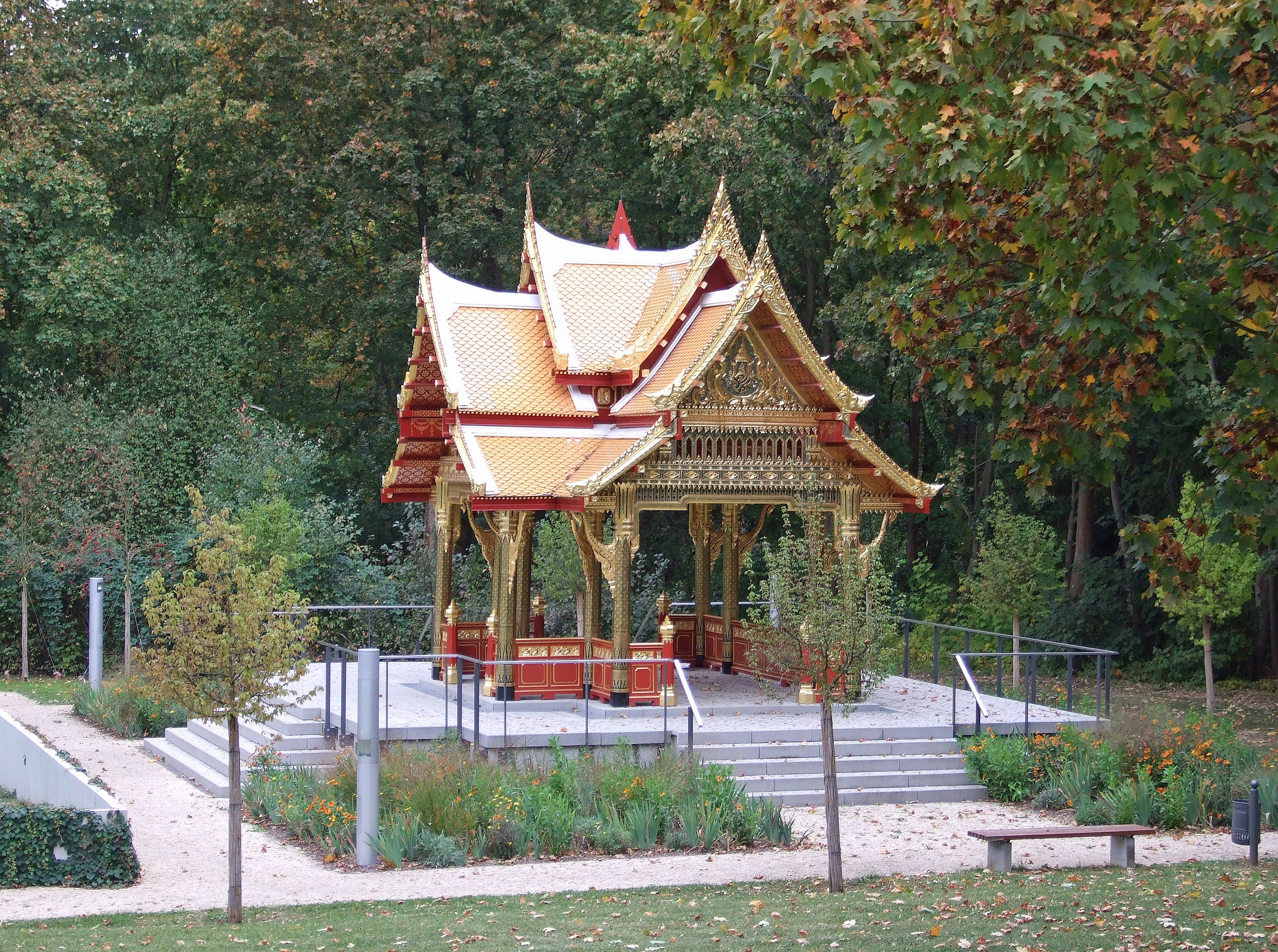
Sala Thai II

Bei den Thai-Salas in Bad Homburg handelt es sich um zwei tempelartige mit Blattgold belegte buddhistische Bauten im Kurpark der Stadt Bad Homburg in Hessen. Bad Homburg ist weltweit die einzige Stadt außerhalb Thailands, in der sich zwei Thai-Salas befinden.

## Geschichte
Der siamesische König Chulalongkorn (1853–1910) reiste wegen einer Herz- und Nierenschädigung und einer chronischen Entzündung der Nasenschleimhaut am 23. August 1907 zu einem Kuraufenthalt nach Bad Homburg. Während seines Aufenthaltes weihte er eine neu erbohrte Quelle ein, die im Anschluss nach ihm benannt wurde. Aus Dankbarkeit für die Gastfreundschaft schenkte König Chulalongkorn der Stadt Bad Homburg eine Thai-Sala. Der Tempel wurde in Bangkok hergestellt und in Einzelteile zerlegt nach Deutschland verschifft. Im Jahr 1910 kam der Tempel in Bad Homburg an, doch der Aufbau verzögerte sich, da bei der Ankunft des Tempels zwei Drittel der glasierten Dachziegel gebrochen und einige andere Teile während des Transportes verlorengegangen waren. Die fehlenden Dachziegel wurden durch eine Ziegelei in der Pfalz ersetzt, beschädigte und fehlende Bauteile durch den Münchener Bildhauer Bernhard Halbreiter ersetzt. Der Aufbau wurde durch Regierungsbaumeister Peter Danzer geleitet, der früher in Bangkok Bauten für König Chulalongkorn ausgeführt hatte und daher mit der Bauweise vertraut war.
Der Wunsch des Königs Chulalongkorn, den Tempel neben der nach ihm benannten Quelle, dem Chulalongkornbrunnen, zu platzieren, widersprach den Richtlinien von Peter-Josef Lenné, dem Schöpfer des Kurparks und wurde von Kaiser Wilhelm II. abgelehnt. Das ursprüngliche Vorhaben, die Thai-Sala als Überdachung des Chulalongkornbrunnens zu platzieren, wurde verworfen. Die erste Thai-Sala Bad Homburgs wurde stattdessen im Nord-Westen des Kurparks ⊙ als Ort der Ruhe und Einkehr aufgebaut. Im selben Jahr (1910) starb König Chulalongkorn, so dass sich sein Wunsch, den fertiggestellten Tempel zu besuchen, nicht erfüllte. Am 22. Mai 1914 wurde der Tempel durch Prinz Mahidol von Siam eingeweiht. Seitdem besteht eine enge Beziehung zwischen Thailand und Bad Homburg, die durch Besuche von Mitgliedern des thailändischen Königshauses sowie eine jährliche Gedenkfeier an der Thai-Sala gepflegt wird. Etwa 100 Jahre später wurde an der Chulalongkorn-Quelle ein zweiter Tempel errichtet. Diese zweite Sala ist, ebenso wie die erste, ein Geschenk des thailändischen Königshauses, genauer des thailändischen Königs Bhumibol. Der zweite Tempel wurde im östlichen Teil des Parks bei der Quelle Chulalongkorns platziert ⊙.
Die Thai-Sala I von 1910 steht als Kulturdenkmal unter Denkmalschutz.
2024 sollen die Thai-Salas eine Sanierung erhalten. Zu diesem Zweck sollen elf Restauratoren von Thailand nach Bad Homburg kommen. 2002 wurde die Thai Sala zuletzt restauriert.

## Thai-Festival
Einmal im Jahr findet im Bad Homburger Kurpark ein Thai-Festival statt. Es gehört zu den größten Thai-Festivals in Deutschland und dauert in der Regel über zwei Tage. Veranstaltet wird es von der Königlich Thailändischen Botschaft, dem Königlich Thailändischen Generalkonsulat, dem thailändischen Fremdenverkehrsbüro, der Fluggesellschaft Thai Airways International, sowie der Kur- und Kongress-GmbH Bad Homburg.
Auf dem Festival wird den Besuchern ein thailändisches Showprogramm und Warenangebot präsentiert, welches Kunst, Kultur und die thailändische Küche umfasst. Ein Höhepunkt ist eine Präsentation der Kampfkünste Krabi Krabong und Muay Thai sowie verschiedene traditionelle thailändische Tänze wie den Khon. In den letzten Jahren wurden bis zu 50 Stände angeboten, und bis zu 30.000 Besucher waren anwesend. Traditionell seit Anbeginn des Festivals gibt es auch einen Werbestand der auflagenstärksten deutschsprachigen Zeitung in Thailand Der Farang, der vom Ehepaar Bussaba und Martin Rüegsegger betreut wird. In den Jahren 2020–2022 wurde das Thai-Festival auf Grund der COVID-19-Pandemie, steigender Preise und gestörter Lieferketten abgesagt. 2023 war wieder eine große Besucheranzahl zu verzeichnen.